# Henshaw (Northumberland)
Pour les articles homonymes, voir Henshaw.
 (février 2024).
Henshaw est une paroisse civile et un village du Northumberland, en Angleterre. La population de la paroisse civile au recensement de 2011 était de 762 habitants.